# Ljuša (Republika Serbska)
Ljuša (cyr. Љуша) – wieś w Bośni i Hercegowinie, w Republice Serbskiej, w gminie Šipovo. W 2013 roku liczyła 14 mieszkańców.